# انقلاب بلژیک
انقلاب بلژیک مجموعه رویدادهایی طی سال‌های ۱۸۳۰ و ۱۸۳۱ میلادی بود که به جدایی ایالت‌های جنوبی پادشاهی متحد هلند از آن و تأسیس پادشاهی مستقل بلژیک منجر شد.
بخش زیادی از جمعیت ایالت‌های جنوبی، کاتولیک و فرانسوی زبان بودند؛ در حالی که مردم ایالت‌های شمالی (هلند) پروتستان مذهب و هلندی زبان بودند.
در ۲۵ اوت ۱۸۳۰، اغتشاشات و شورش در بروکسل آغاز شد و مغازه‌ها چپاول و غارت گشتند. کارخانه‌ها توسط کارگران تصرف و ماشین‌ها ویران شدند. ویلِم اوّل، شاه هلند، لشکری برای آرام کردن اوضاع به ایالات جنوبی فرستاد؛ در حالی که فریادهای جدایی‌خواهانه از سوی برخی گروه‌های رادیکال شنیده می‌شد.
لشکرکشی شاه هلند به بلژیک به دلیل خودداری سربازان از جنگ و فرار برخی از سربازان اهل ایالات جنوبی از ارتش، ناموفق بود و هلندی‌ها مجبور به ترک نواحی جنوبی شدند. در همین زمان، فرماندهان ایالات جنوبی، اعلام استقلال کردند و در اتحاد با هم، کشور جدیدی به نام بلژیک را به وجود آوردند.
طی کنفرانس لندن در ۱۸۳۰، استقلال بلژیک توسط قدرت‌های اروپایی به رسمیت شناخته شد. به دنبال انتصاب لئوپولد اول به عنوان شاه بلژیک در ۱۸۳۱، هلندی‌ها به فرماندهی ویلِم اوّل برای بازپس‌گیری نواحی جنوبی و برچیدن استقلال بلژیک به آن کشور حمله کردند. این لشکرکشی ده روزه به دلیل ورود فرانسه به جنگ، ناموفق بود. سرانجام در ۱۸۳۹، هلند طی پیمان لندن استقلال بلژیک را به رسمیت شناخت.

## دلایل انقلاب
هنگامی که هلند در اواخر قرن شانزدهم میلادی مستقل شد، قسمت جنوبی خاک آن که تقریباً بلژیک امروزی را تشکیل می‌دهد، زیر سلطهٔ اسپانیایی‌ها و بعد اتریشی‌ها بود. طی جنگ‌های ناپلئون، این منطقه به اشغال فرانسه درآمد و با شکست ناپلئون، به‌صورت یک قلمرو سلطنتی با هلند متحد شد ولی وحدت با هلند مورد توافق مردم بلژیک نبود. هر چند مردم دو منطقه، وجوه مشترک فراوانی داشتند، امّا به دلیل تفاوت‌های مذهبی، فرهنگی، اجتماعی و زبانی، مشکلات متعددی بین آنان بروز کرد. مردم بلژیک احساس می‌کردند که به‌صورت اتباع درجهٔ دوم با آنان رفتار می‌شود. از این رو، در سال ۱۸۳۰ میلادی طغیان مردم بلژیک علیه حکومت هلندی‌ها آغاز و به سرعت به یک انقلاب تمام‌عیار تبدیل شد. به دنبال آن، مردم بلژیک استقلال خود را در چهارم اکتبر ۱۸۳۰ اعلام کردند و با برقراری حکومت پادشاهی، قانون اساسی خود را تدوین نمودند.
از جمله دلایل انقلاب می‌توان به این موارد اشاره کرد:
- درخواست حق قانونگذاری که تنها در دست پادشاه بود.
- مشاغل و مؤسسات دولتی در دست هلندی‌ها بود، با اینکه آنان اقلیت بودند و تعدادشان در آن زمان فقط یک میلیون نفر بود، در حالی که جمعیت بلژیکی‌ها به حدود ۳٫۵ میلیون نفر می‌رسید.
- بلژیکی‌ها پیرو مذهب کاتولیک بودند؛ با این حال، رفتار پادشاه و هلندی‌ها با آنان نژادپرستانه و متعصبانه بود.
- محدودیت‌هایی بر آزادی بیان و مطبوعات اعمال شده بود.
- مذهب پروتستان به زور بر بلژیکی‌های کاتولیک تحمیل شده بود.